# Cine Art-Palácio (São Paulo)
O Cine Art-Palácio (inaugurado como "Ufa Palacio") foi uma sala de cinema da cidade de São Paulo, localizada no centro da cidade.

## História
A sala foi uma das primeiras construídas na Avenida São João, que passaria a concentrar as principais salas de exibição da cidade - informalmente conhecida como Cinelândia Paulistana. Por ter sido construído com recursos da Alemanha, o cinema ganhou o nome da empresa alemã Universum Film AG, que tinha seus filmes exibidos na cidade com exclusividade no Ufa Palácio.
Embora não tenha sido a primeira sala de cinema construída segundo os cânones da arquitetura cinematográfica, o Ufa Palácio constituiu-se em um marco deste tipo de edificações e referência na construção de outras salas de cinema que vieram após sua inauguração. O cinema foi projetado pelo arquiteto brasileiro Rino Levi, que aplicou modernos princípios arquitetônicos ao projeto. Levi preocupou-se com questões acústica, visibilidade, circulação de ar, acessos à platéia, tudo no sentido de atender com conforto e funcionalidade aos 3.119 espectadores, divididos entre a platéia (1.860 poltronas) e o balcão (1.279). Além da sala, Levi projetou um edifício na parte superior do cinema.
O Ufa Palácio foi inaugurado oficialmente em 13 de novembro de 1936, com o filme alemão "Boccaccio". A partir de então, tornar-se-ia uma das principais salas de cinema da cidade e uma das que receberam maior número de espectadores na história do cinema brasileiro. No final de 1939, poucos meses após ter início a Segunda Guerra Mundial, o Ufa Palácio foi rebatizado para Art-Palacio, nome inspirado na Art-Films, distribuidora de filmes europeus.
Já nas décadas de 1950 e 1960, o Art-Palácio passou a exibir gêneros cinematográficos mais populares, como faroeste e capa e espada. Também era no Art-Palácio que aconteciam as avant-premières (lançamentos), sempre no dia 25 de janeiro (aniversário de São Paulo), dos filmes do ator e cineasta brasileiro Amácio Mazzaropi.
O Art-Palácio integrou o circuito da Empresa Cinematográfica Serrador (que havia sido fundado pelo empresário Francisco Serrador). Com a decadência deste circuito, passou a fazer parte do Grupo Alvorada, que o controlou até ser desapropriado. A decadência do circuito Serrador ocorreu na década de 1970, motivada especialmente pela queda de público nas salas de cinema na cidade. Naquele mesmo período, o Art-Palácio foi dividido em duas salas (batizadas como sala São João e sala São Paulo).
Mesmo divididas, a frequência de público no Art-Palácio continuou em declínio e, a partir da década de 1980, a programação do cinema mudou definitivamente para filmes pornográficos hardcore.
Em julho de 2012, o cine foi fechado, depois de longo processo para ser desapropriado pela Prefeitura paulistana. A antiga sala de cinema deve abrigar uma casa de espetáculos.